# Daddy Yankee
Daddy Yankee, właśc. Ramón Luis Ayala Rodríguez (ur. 3 lutego 1977 w San Juan) – portorykański muzyk reggaeton, autor tekstów, aktor i producent filmowy. Po wydaniu swojej pierwszej solowej płyty w 1995 roku stał się najlepiej sprzedającym latynoskim artystą pierwszej dekady XXI wieku.
Znany głównie z utworów „Despacito”, „Gasolina”, „Lo que paso paso”, „Rompe”, „Shaky Shaky”, „Con Calma”, oraz „Descontrol”.
W 2004 roku wydał swój międzynarodowy hit „Gasolina”, któremu przypisuje się rozpowszechnienie muzyki reggaeton do publiczności na całym świecie i uczynienie tego gatunku muzycznego fenomenem na skalę światową. W 2005 podpisał kontrakt z firmą Reebok, która na początku wiosny 2006 wydała kolekcję obuwia oraz odzieży sportowej. Kolekcja ta nosiła nazwę Daddy Yankee Barrio. Laureat wielu nagród muzycznych.
Współpracował z artystami, takimi jak m.in. P. Diddy, Snoop Dogg, Fat Joe, Ricky Martin, Nina Sky, Fergie, Akon, Nicole Scherzinger, Don Omar, Nicky Jam, Inna czy Sean Paul i Luis Fonsi. W 2010 wystąpił gościnnie w operze mydlanej Moda na sukces.
Sprzedał około 30 milionów płyt, co czyni go jednym z najlepiej sprzedających się artystów muzyki latynoskiej.
W 2023 ogłosił zakończenie kariery muzycznej. Na pożegnalnym koncercie ujawnił, że po odejściu z muzyki planuje poświęcić się wierze chrześcijańskiej. 

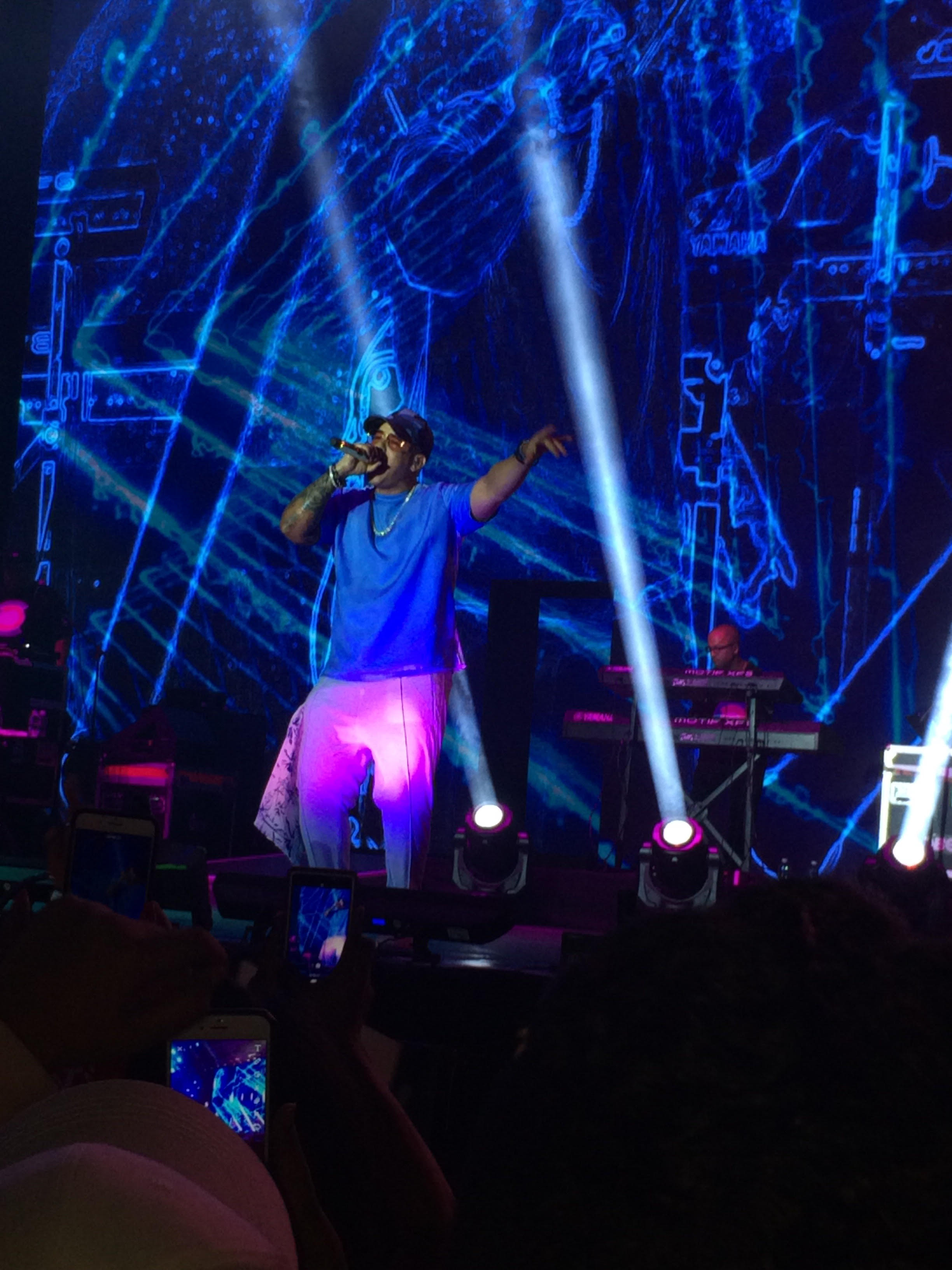
Daddy Yankee 2019

## Dyskografia
- No Mercy (1994)
- El Cartel (1998)
- El Cartel II (2001)
- El Cangri.com (2002)
- Los Homerun-Es (2003)
- Barrio Fino (2004)
- Ahora Le Toca Al Cangri: Live (2004)
- Bario Fino En Directo (2005)
- Salsaton "Salsa Con Reggaetón" (Salsatón: Salsa con reggaetón) (2006)
- El Cartel: The Big Boss (2007)
- Talento De Barrio (2008)
- Mundial (2010[6])
- Prestige (2012)
- Limbo (2012)
- El Imperio Nazza: King Daddy Edition (2013)
- Shaky Shaky (2016)
- Hula Hoop (2017)
- La Rompe Corazones (2017) z Ozuna
- Despacito (2017) z Luis Fonsi
- „Dura” (2018) – złota płyta w Polsce[7]
- „Con calma” (2019) – 2x platynowa płyta w Polsce[8]
- El disco duro (2020)
- Legendaddy (2022)